# كريستينا كامبو
كريستينا كامبو (بالإيطالية: Cristina Campo)‏ (23 أبريل 1923، بولونيا في إيطاليا - 10 يناير 1977، روما في إيطاليا)؛ كاتِبة، مترجمة وشاعرة إيطالية.